# Parrocchie della diocesi di Vigevano

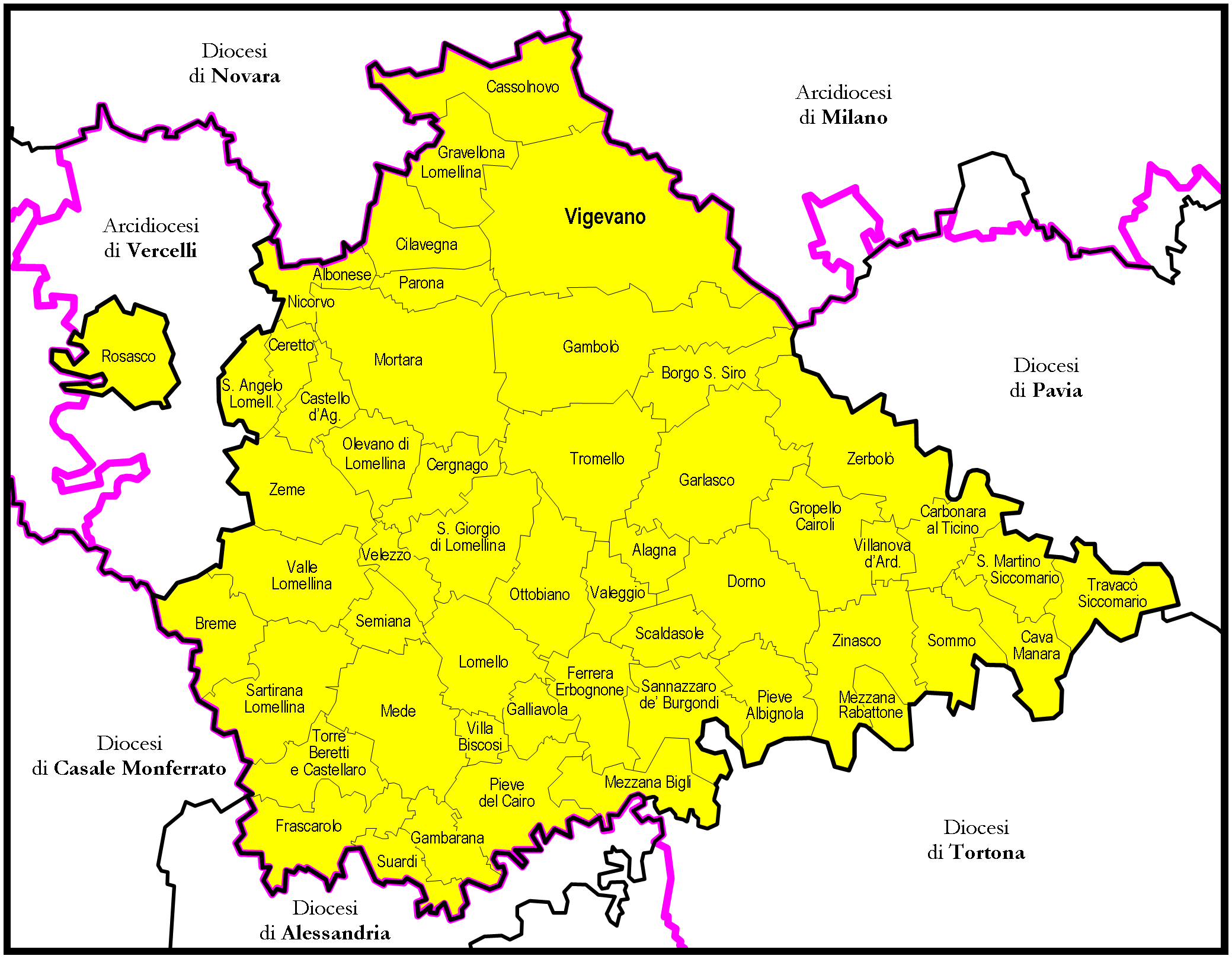
Il territorio della diocesi

Le parrocchie della diocesi di Vigevano sono 91.

## Vicariati
La diocesi è organizzata in 5 vicariati.

### Vicariato urbano
| Parrocchia                     | Patrono                             | Comune   | Frazione/Quartiere |
| ------------------------------ | ----------------------------------- | -------- | ------------------ |
| Cattedrale                     | Sant'Ambrogio                       | Vigevano | Centro             |
| Beata Vergine Addolorata       | Beata Vergine Addolorata            | Vigevano | Centro             |
| Beata Vergine Immacolata       | Beata Vergine Immacolata            | Vigevano | Centro             |
| Immacolato Cuore di Maria      | Immacolato Cuore di Maria           | Vigevano | Centro             |
| Santa Cecilia e Sacro Cuore    | Santa Cecilia e Sacro Cuore di Gesù | Vigevano | Centro             |
| San Cristoforo in San Pietro   | San Cristoforo                      | Vigevano | Centro             |
| San Dionigi in San Francesco   | San Dionigi                         | Vigevano | Centro             |
| San Giovanni Bosco - Cristo Re | San Giovanni Bosco e Cristo Re      | Vigevano | Centro             |
| Santa Maria di Fátima          | Santa Maria di Fátima               | Vigevano | Centro             |
| Santi Giovanni e Pio           | Santi Giovanni e Pio                | Vigevano | Centro             |
| Gesù Divin Lavoratore          | Gesù Divin Lavoratore               | Vigevano | Battù              |
| San Giuseppe al Cascame        | San Giuseppe                        | Vigevano | Cascame            |
| Buccella                       | Santa Maria Immacolata              | Vigevano | Buccella           |
| Fogliano                       | Santa Maria Nascente                | Vigevano | Fogliano           |
| Sforzesca                      | Sant'Antonio Abate                  | Vigevano | Sforzesca          |
| Morsella                       | Sant'Antonio Abate                  | Vigevano | Morsella           |
| Piccolini                      | San Carlo Borromeo                  | Vigevano | Piccolini          |

### Vicariato di Cava Manara
| Parrocchia             | Patrono                  | Comune                 | Frazione/Quartiere |
| ---------------------- | ------------------------ | ---------------------- | ------------------ |
| Cava Manara            | Sant'Agostino            | Cava Manara            | centro             |
| Bombardone             | San Carlo Borromeo       | Zinasco                | Bombardone         |
| Carbonara al Ticino    | San Giovanni Evangelista | Carbonara al Ticino    | centro             |
| Dorno                  | Santa Maria Maggiore     | Dorno                  | centro             |
| Mezzana Corti          | San Lorenzo Martire      | Cava Manara            | Mezzana Corti      |
| Mezzana Rabattone      | San Giovanni Battista    | Mezzana Rabattone      | centro             |
| Mezzano Siccomario     | San Martino Vescovo      | Travacò Siccomario     | Mezzano Siccomario |
| Pieve Albignola        | San Pietro Apostolo      | Pieve Albignola        | centro             |
| Sairano                | Santa Maria Assunta      | Zinasco                | Sairano            |
| San Martino Siccomario | San Martino Vescovo      | San Martino Siccomario | centro             |
| Sommo                  | Natività di Maria        | Sommo                  | centro             |
| Torre de' Torti        | San Pietro Apostolo      | Cava Manara            | Torre de' Torti    |
| Travacò Siccomario     | Natività di Maria        | Travacò Siccomario     | centro             |
| Villanova d'Ardenghi   | San Cristoforo           | Villanova d'Ardenghi   | centro             |
| Zinasco Nuovo          | San Giovanni Evangelista | Zinasco                | Zinasco Nuovo      |
| Zinasco Vecchio        | Sant'Antonio Abate       | Zinasco                | Zinasco Vecchio    |

### Vicariato di Mede
| Parrocchia              | Patrono                                  | Comune                     | Frazione/Quartiere    |
| ----------------------- | ---------------------------------------- | -------------------------- | --------------------- |
| Mede                    | San Marziano Vescovo e Martire           | Mede                       | centro                |
| Acqualunga              | Santa Maria Assunta                      | Frascarolo                 | Acqualunga            |
| Balossa                 | Epifania di Gesù                         | Mezzana Bigli              | Balossa               |
| Breme                   | Santa Maria Assunta                      | Breme                      | centro                |
| Cambiò                  | Santi Maria Assunta e Marziano           | Gambarana                  | Cambiò                |
| Casoni Borroni          | Assunzione di Maria Vergine              | Mezzana Bigli              | Casoni Borroni        |
| Castellaro de' Giorgi   | Santi Maurizio e Martino                 | Torre Beretti e Castellaro | Castellaro de' Giorgi |
| Ferrera Erbognone       | San Giovanni Battista                    | Ferrera Erbognone          | centro                |
| Frascarolo              | Beata Vergine Maria Assunta              | Frascarolo                 | centro                |
| Galliavola              | San Lorenzo Martire                      | Galliavola                 | centro                |
| Gambarana               | Santi Pietro e Biagio                    | Gambarana                  | centro                |
| Lomello                 | Santi Michele Arcangelo e Maria Maggiore | Lomello                    | centro                |
| Mezzana Bigli           | San Giovanni Battista                    | Mezzana Bigli              | centro                |
| Pieve del Cairo         | Beata Vergine Maria della Consolazione   | Pieve del Cairo            | centro                |
| Sannazzaro de' Burgondi | Santi Nazario e Celso                    | Sannazzaro de' Burgondi    | centro                |
| Sartirana Lomellina     | Santa Maria Assunta                      | Sartirana Lomellina        | centro                |
| Scaldasole              | San Giuliano Martire                     | Scaldasole                 | centro                |
| Semiana                 | Santi Ippolito e Cassiano                | Semiana                    | centro                |
| Suardi                  | San Bartolomeo Apostolo                  | Suardi                     | centro                |
| Torre Beretti           | San Giovanni Battista                    | Torre Beretti e Castellaro | Torre Beretti         |
| Valle Lomellina         | San Michele Arcangelo                    | Valle Lomellina            | centro                |
| Villa Biscossi          | Santi Nazario e Celso                    | Villa Biscossi             | centro                |

### Vicariato di Garlasco
| Parrocchia             | Patrono                                         | Comune           | Frazione/Quartiere     |
| ---------------------- | ----------------------------------------------- | ---------------- | ---------------------- |
| Garlasco               | Santa Maria Assunta                             | Garlasco         | centro                 |
| Alagna Lomellina       | San Germano d'Auxerre                           | Alagna           | centro                 |
| Bozzola                | Santa Maria                                     | Garlasco         | Bozzola                |
| Borgo San Siro         | San Siro Vescovo                                | Borgo San Siro   | centro                 |
| Gambolò                | Sant'Eusebio e San Gaudenzio                    | Gambolò          | centro                 |
| Garbana                | Natività di Maria Vergine                       | Gambolò          | Garbana                |
| Gropello Cairoli       | San Giorgio Martire                             | Gropello Cairoli | centro                 |
| Parasacco              | Santa Maria Avvocata                            | Zerbolò          | Parasacco              |
| Remondò                | Santa Margherita di Antiochia Vergine e Martire | Gambolò          | Remondò                |
| San Biagio di Garlasco | San Biagio Vescovo e Martire                    | Garlasco         | San Biagio di Garlasco |
| Tromello               | San Martino Vescovo                             | Tromello         | centro                 |
| Zerbolò                | San Bartolomeo Apostolo                         | Zerbolò          | centro                 |

### Vicariato di Mortara e Cassolnovo
| Parrocchia               | Patrono                                         | Comune                   | Frazione/Quartiere    |
| ------------------------ | ----------------------------------------------- | ------------------------ | --------------------- |
| Mortara - Duomo          | San Lorenzo Diacono e Martire                   | Mortara                  | centro                |
| Albonese                 | Santi Maria e Paolo Apostolo                    | Albonese                 | centro                |
| Casoni                   | Beata Vergine del Rosario                       | Mortara                  | Casoni di Sant'Albino |
| Cassolnovo               | San Bartolomeo Apostolo                         | Cassolnovo               | centro                |
| Castello d'Agogna        | Natività di Maria Vergine                       | Castello d'Agogna        | centro                |
| Ceretto Lomellina        | San Pietro Apostolo                             | Ceretto Lomellina        | centro                |
| Cergnago                 | Sant'Elena Imperatrice                          | Cergnago                 | centro                |
| Cilavegna                | Santi Pietro Apostolo e Paolo di Tarso          | Cilavegna                | centro                |
| Gravellona Lomellina     | Santa Maria Assunta                             | Gravellona Lomellina     | centro                |
| Molino del Conte         | Beata Vergine Addolorata Regina del Mondo       | Cassolnovo               | Molino del Conte      |
| Mortara - Santa Croce    | Santa Croce                                     | Mortara                  | centro                |
| Mortara - San Pio X      | San Pio X                                       | Mortara                  | centro                |
| Nicorvo                  | San Terenziano                                  | Nicorvo                  | centro                |
| Olevano di Lomellina     | San Michele Arcangelo                           | Olevano di Lomellina     | centro                |
| Ottobiano                | San Michele Arcangelo                           | Ottobiano                | centro                |
| Parona Lomellina         | San Pietro Apostolo                             | Parona                   | centro                |
| Rosasco                  | Santi Maria e Valentino                         | Rosasco                  | centro                |
| San Giorgio di Lomellina | San Giorgio Martire                             | San Giorgio di Lomellina | centro                |
| Sant'Angelo Lomellina    | San Michele Arcangelo                           | Sant'Angelo Lomellina    | centro                |
| Valeggio                 | Santi Pietro e Paolo Apostoli                   | Valeggio                 | centro                |
| Velezzo Lomellina        | Natività della Beata Vergine Maria              | Velezzo Lomellina        | centro                |
| Villanova di Cassolnovo  | San Martino Vescovo                             | Cassolnovo               | Villanova             |
| Zeme                     | Sant'Alessandro Martire                         | Zeme                     | centro                |
| Zeme                     | Beata Vergine Maria, San Sebastiano e San Rocco | Zeme                     | centro                |